# Tom Matera
Thomas Matera (Springfield, 23 settembre 1980) è un wrestler statunitense.
Noto per aver lottato nel roster di Raw della World Wrestling Entertainment, attualmente combatte nel circuito indipendente. Nella WWE ha dato vita, insieme a Romeo Roselli, ad un tag team conosciuto con il nome The Heart Throbs.

## Carriera
La carriera di Antonio Thomas è segnata dalla formazione di un tag team con Romeo Roselli, prima conosciuto come Johnny Heartbreaker. I due vinsero i Titoli di Coppia nella Eastern Wrestling Alliance il 23 gennaio 2004 a Southbridge (Massachusetts).
Nel mese di febbraio 2005 i due firmarono un contratto di sviluppo con la World Wrestling Entertainment. Debuttarono ad aprile 2005 in un match contro William Regal e Tajiri, allora World Tag Team Champions, con il nome di Heart Throbs, facendosi notare in particolare per il loro aspetto comico e le loro movenze alquanto esilaranti. I due parteciparono anche al Tag Team Turmoil Match per i titoli di coppia a Backlash. Successivamente ebbero un feud con i Superheroes (The Hurricane e Rosey) e con la V-Squared (Val Venis e Viscera) a Heat, lo show minore del roster di RAW. Ad inizio 2006 la WWE comunicò il loro licenziamento.
Matera e Roselli hanno partecipato al pay-per-view della TNA Destination X 2007 con il nome di Heartbreakers. I due, presentati da Christy Hemme, hanno sfidato i Voodoo Kin Mafia (B.G. James e Kip James), perdendo il match.
Nel settembre del 2012 stringe una collaborazione con l'italiana Rome Wrestling Academy, diventando Head Trainer dell'Academy.